# Pseudochromidae
Pseudochromidae é uma família de peixes da subordem Percoidei, superfamília Percoidea. Os peixes desta família são conhecidos como pseudodonzelas ou blênios-enguia.

## Lista de subfamílias e géneros
Estão atualmente descritos 24 géneros:
- subfamília Anisochrominae
  - género Anisochromis Smith, 1954 — (3 espécies)
- subfamília Congrogadinae
  - género Blennodesmus Günther, 1872 — (1 espécie)
  - género Congrogadus Günther, 1862 — (6 espécies)
  - género Halidesmus Günther, 1872 — (5 espécies)
  - género Halimuraena Smith, 1952 — (3 espécies)
  - género Halimuraenoides Maugé et Bardach, 1985 — (1 espécie)
  - género Haliophis Rüppell, 1829 — (3 espécies)
  - género Natalichthys Winterbottom, 1980 — (3 espécies)
  - género Rusichthys Winterbottom, 1979 — (2 espécies)
- subfamília Pseudochrominae
  - género Assiculoides Gill et Hutchins, 1997 — (1 espécie)
  - género Assiculus Richardson, 1846 — (1 espécie)
  - género Cypho Myers, 1940 — (1 espécie)
  - género Labracinus Schlegel, 1858 — (3 espécies)
  - género Ogilbyina Fowler, 1931 — (4 espécies)
  - género Pseudochromis Rüppell, 1835 — (61 espécies)
  - género Manonichthys - (7 espécies)
  - género Oxycercichthys - (1 espécie)
  - género Pholidochromis - (2 espécies)
  - género Pictichromis - (8 espécies)
- subfamília Pseudoplesiopinae
  - género Amsichthys Gill et Edwards, 1999 — (1 espécies)
  - género Chlidichthys Smith, 1953 — (10 espécies)
  - género Lubbockichthys Gill et Edwards, 1999 — (2 espécies)
  - género Pectinochromis Gill et Edwards, 1999 — (1 espécie)
  - género Pseudoplesiops Bleeker, 1858 — (9 espécies)